# Поштапалица
Поштапалица, или узречица, је реч која се користи као помоћна реч у живом говору. Користе је особе скромног речника. Некада се користи као начин да се покаже припадност одређеном кругу људи (нпр. „Дизелаши“, Земунци, Турбо-фолк звезде...). 
Поштапалице се користе и када је особа која говори под стресом, уплашена, у неприлици или је принуђена да говори течно...
Поштапалице се не користе приликом писања јер тада постоји време да се текст измени, дотера.
Поштапалице знају да буду и у моди. Актуелне су „Значи“ и „Брате“.
Поред њих честе поштапалице су „Па“, „Овај“, „Мислим“, „Бре“.
Неке псовке се такође користе као поштапалице.